# 阿道夫·腓特烈一世
阿道夫·腓特烈一世（德語：Adolf Friedrich I.，1588年12月15日—1658年2月27日），梅克倫堡公爵，1592年至1628年、1631年至1658年在位。
當父親約翰七世去世時，阿道夫·腓特烈與弟弟約翰·阿爾布雷希特二世尚未成年，因此由兩人叔公、居斯特羅公爵卡爾一世擔任攝政直到1610年。1628年至1631年，梅克倫堡公國被阿爾布雷希特·馮·華倫斯坦所佔領。

## 家庭
1622年，阿道夫·腓特烈與東菲士蘭的安娜·瑪麗亞結婚，兩人共有3子1女：
1. 克里斯蒂安·路德維希（1623年—1692年），梅克倫堡-施威林公爵
2. 卡爾（德语：Karl zu Mecklenburg (1626–1670)）（1626年—1670年）
3. 安娜·瑪麗亞（1627年—1669年），薩克森-魏森費爾斯公爵夫人
4. 約翰·格奧爾格（德语：Johann Georg (Mecklenburg)）（1629年—1675年）

安娜·瑪麗亞於1634年去世。隔年，阿道夫·腓特烈與不倫瑞克-丹嫩貝格公爵尤利烏斯·恩斯特的女兒瑪麗亞·卡塔里娜（Maria Katharina）結婚，兩人共有2子2女：
1. 腓特烈（1638年—1688年）
2. 克里斯蒂娜（英语：Christina zu Mecklenburg）（1639年—1693年）
3. 瑪麗·伊莉莎白（英语：Marie Elisabeth zu Mecklenburg）（1646年—1713年）
4. 阿道夫·腓特烈（1658年—1708年），梅克倫堡-施特雷利茨公爵